# Nuel Belnap
Nuel D. Belnap, Jr. (Evanston, Illinois1 de mayo de 1930 (94 años)12 de junio de 2024), es un filósofo y lógico estadounidense que ha realizado importantes aportes en el campo de la filosofía de la lógica, lógica temporal, y teoría de la demostración estructural.
Desde 1961 dicta cátedra en la Universidad de Pittsburgh; anteriormente trabajó en la Universidad Yale. Su obra más conocida es su colaboración con Alan Ross Anderson sobre lógica relevante. También ha publicado libros junto con Thomas Steel sobre la lógica de las preguntas y respuestas, y con Michael Perloff y Ming Xu sobre la lógica de la agencia. Ha contribuido a cimentar dos teorías muy distintas sobre la verdad: junto con Dorothy Grover y Joseph Camp fue coautor de "The Prosentential Theory of Truth" y con Anil Gupta escribió The Revision Theory of Truth. También es coautor junto con Ming Xu y Michel Perloff de "Facing the Future". En el 2008 fue designado miembro de la American Academy of Arts and Sciences.

## Algunas publicaciones
- A formal analysis of entailment, New Haven, Conn. 1960
- An analysis of questions: preliminary report, Santa Monica, Cal. 1963
- A prosentential theory of truth (con D. L. Grover & J. L. Camp jr.), „Philosophical Studies“ 27, 1975, pp. 73–125 (en alemán: Eine prosententiale Theorie der Wahrheit, übersetzt von I. Dumitriu & U. Winko, en B. L. Puntel (ed.) Der Wahrheitsbegriff: neue Erklärungsversuche, Darmstadt 1987, pp. 65-125)
- Entailment. The logic of relevance and necessity (con A. R. Anderson & J. M. Dunn), 2 vols. Princeton Univ. Press, Princeton, N.J. 1975-1992
- The logic of questions and answers (con T. B. Steel), Yale Univ. Press, New Haven, Conn. 1976 (en alemán: Logik von Frage und Antwort, übersetzt von K. Brockhaus, Vieweg, Braunschweig 1985)
- Branching space-time, „Synthese“ 92, 1992, pp. 385–434
- The revision theory of truth (mit A. Gupta), MIT Press, Cambridge, Mass. 1993
- Facing the future: Agents and choices in our indeterminist world (con M. Perloff & M. Xu), Oxford Univ. Press, Oxford 2001